# Alexandra & Konstantin
Aleksandra & Konstantin – duet muzyczny z Białorusi grający muzykę folkową założony w 1998 roku przez Alaksandrę Kirsanawą i Kanstancina Drapiezę.

## Historia zespołu
Wspólny projekt muzyczny pochodzących z Borysowa piosenkarki i kompozytorki Alaksandry Kirsanawej oraz gitarzysty Kanstancina Drapiezy powstał w 1998 roku. W 2000 roku duet wygrał program dla młodych wykonawców – Zornaja rostań, w nagrodę otrzymując możliwość nagrania swojego debiutanckiego materiału, który ukazał się w kolejnym roku na płycie zatytułowanej Za lichimi za marazami.
W 2002 roku para zdobyła główną nagrodę podczas Międzynarodowego Festiwalu Sztuk „Słowiański Bazar w Witebsku” oraz festiwalu „Etnosfera 2002” organizowanego w Polsce. W kolejnym roku muzycy wydali swoją drugą płytę długogrającą zatytułowaną Sojka. W kolejnym roku duet wziął udział w krajowych eliminacjach do 49. Konkursu Piosenki Eurowizji w 2004 roku z utworem „My Galileo”, z którym ostatecznie wygrał styczniowy koncert finałowy selekcji, zostając tym samym pierwszym w historii reprezentantem Białorusi podczas widowiska. Para zaprezentowała swoją piosenkę w półfinale konkursu i zajęła w nim ostatecznie 19. miejsce na 22 uczestników, nie kwalifikując się do stawki finałowej. Podczas występu w chórkach zaśpiewali członkowie zespołu Pjesniary: Piotr Jałfimau i Wiaczasłau Szarapau.
Niedługo po udziale w konkursie Alaksandra i Kanstancin wydali swój debiutancki album kompilacyjny zawierający najpopularniejsze utwory w dorobku zespołu. W 2006 roku ukazała się ich kolejna płyta długogrająca pt. Autonomous Navigation. Dwa lata później premierę miała pierwsza płyta koncertowa nagrana przy akompaniamencie wyłącznie instrumentów akustycznych (Autonomous Navigation – DVD Unplugged), a w grudniu 2009 roku – druga płyta kompilacyjna zatytułowana Kluczy złatyja zawierająca wszystkie wydane przez nich single.
W 2011 roku Alaksandra i Kanstancin nagrali i wydali swój czwarty album studyjny – Maslenica, a dwa lata później – krążek zatytułowany M1.

## Dyskografia
Albumy studyjne
- Za lichimi za marazami (2001)
- Sojka (2003)
- Autonomous Navigation (2006)
- Maslenica (2011)
- M1 (2013)

Albumy kompilacyjne
- Kluczy złatyja (2009)

EPs
- My Galileo. The Best (2004)
- Масьленіца (2011)[22]

Albumy koncertowe
- Autonomous Navigation – DVD Unplugged (2008)